# Aktomiozyna
Aktomiozyna – nierozpuszczalny w wodzie kompleks dwóch białek: aktyny i miozyny. Powstaje w czasie skurczu mięśnia, jest zaliczana do białek kurczliwych. Jest enzymem rozkładającym ATP.